# Сан-Саба (Техас)
Сан-Саба (англ. San Saba) — місто (англ. town) в США, в окрузі Сан-Саба штату Техас. Населення — 3117 осіб (2020).

## Географія
Сан-Саба розташований за координатами 31°11′45″ пн. ш. 98°43′38″ зх. д. / 31.19583° пн. ш. 98.72722° зх. д. (31.195847, -98.727343).  За даними Бюро перепису населення США в 2010 році місто мало площу 5,31 км², уся площа — суходіл. В 2017 році площа становила 5,91 км², уся площа — суходіл.

## Демографія
Згідно з переписом 2010 року, у місті мешкало 3099 осіб у 966 домогосподарствах у складі 655 родин. Густота населення становила 584 особи/км².  Було 1133 помешкання (213/км²).
Расовий склад населення:
| - 77,0 % — білих - 5,6 % — чорних або афроамериканців - 0,8 % — корінних американців - 0,3 % — азіатів - 14,8 % — осіб інших рас |

До двох чи більше рас належало 1,5 %. Частка іспаномовних становила 42,1 % від усіх жителів.
За віковим діапазоном населення розподілялося таким чином: 21,2 % — особи молодші 18 років, 63,6 % — особи у віці 18—64 років, 15,2 % — особи у віці 65 років та старші. Медіана віку мешканця становила 31,3 року. На 100 осіб жіночої статі у місті припадало 135,3 чоловіків;  на 100 жінок у віці від 18 років та старших — 148,3 чоловіків також старших 18 років.
Середній дохід на одне домашнє господарство  становив 41 485 доларів США (медіана — 29 878), а середній дохід на одну сім'ю — 48 461 долар (медіана — 39 219). Медіана доходів становила 29 931 долар для чоловіків та 18 380 доларів для жінок. За межею бідності перебувало 19,1 % осіб, у тому числі 25,2 % дітей у віці до 18 років та 15,8 % осіб у віці 65 років та старших.
Цивільне працевлаштоване населення становило 990 осіб. Основні галузі зайнятості: освіта, охорона здоров'я та соціальна допомога — 17,9 %, роздрібна торгівля — 16,8 %, сільське господарство, лісництво, риболовля — 16,7 %.

## Відомі люди
- Томмі Лі Джонс (*1946 року) — американський кіноактор. Лауреат премій «Оскар» (1993) та «Золотий глобус» (1993).